# Антоній Лико
Анто́ній А́нджей Ли́ко (пол. Antoni Andrzej Łyko; 27 травня 1907, Раковиці, Австро-Угорщина — 3 червня 1941, Освенцим, Третій Рейх) — польський футболіст та тренер, нападник та півзахисник краківської «Вісли» та збірної Польщі. Учасник польського підпілля під час Другої світової війни.

## Життєпис

### До початку Другої світової війни
Народився 27 травня 1907 року в Раковіце (з 1941 року — частина Кракова, в складі дільниці III (Прондник Червоний) і Дільниця міста XIV (Чижини)). Походив з робітничої родини. За професією був токарем. Його молодший брат Анджей Станіслав (нар. 1916) був гравцем «Вісли» (Краків) у 1946—1951 роках. Антоній Лико також захоплювався лижним спортом.
Футбольну кар'єру Антоній розпочинав у місцевому клубі «Раковічанка». У 1930 році перейшов у «Віслу» (Краків). Дебютував за новий клуб 10 серпня 1930 року, в домашньому матчі проти ЛКС (Лодзь) (1:0). Перші три сезони був в основному резервним гравцем, граючи по декілька матчів за сезон. У сезоні 1933 року став гравцем основного складу краківського клубу. Перший гол за «Віслу» забив 16 серпня 1933 року в домашньому матчі з познанською «Вартою» (2:1). Всього у складі Білої Зірки провів 109 матчів і відзначився 30 голами. Останній поєдинок за Віслу провів 30 жовтня 1938 року проти ЛКС (Лодзь), забивши в ньому два м'ячі (7:3). Лико був відомий як «людина без нервів» і був штатним пенальтистом команди. З поля видалявся лише одного разу, в домашньому матчі 1 листопада 1933 року з львівською «Погоні».
Забив переможний м'яч з пенальті, який було призначено на 45 хвилині матчу за гру рукою у штрафному, в святковому матчі з англійським клубом «Челсі» (1:0), який відбувся у Кракові 24 травня 1936 року в рамках святкування 30-річчя «Вісли». На матчі був присутній Генеральний інспектор Війська Польського, генерал Едвард Ридз-Сміглий. За два дні до поразки від «Вісли», «Челсі» обіграв збірну Польщі з рахунком 2:0.
Лико зіграв два матчі за збірну Польщі (обидва — проти збірної Латвії), не забивши в них м'ячів. Перший з матчів відбувся 10 жовтня 1937 року і закінчився з рахунком 2:1, другий — 25 вересня 1938 року (1:2). Лико увійшов до розширеного складу збірної Польщі для участі в чемпіонаті світу 1938 року. До остаточного списку з 15 футболістів, відібраних тренером збірної Юзефом Калужею для поїздки до Франції, не пройшов.
У незакінченому сезоні 1939 року не грав, так як мав серйозну травму плеча, яка вимагала операції.

### Під час Другої світової війни
Після початку Другої світової війни Лико брав участь у підпільній діяльності. Вступив в осередок ZWZ за місцем своєї роботи на краківському водопроводі. Коли навесні 1941 року прокотилася хвиля арештів підпільників із ZWZ й інших підпільних організацій, був заарештований й Лико, який був поміщений у в'язницю Монтелюпіх.
5 квітня 1941 року був депортований з транспортом з 933 польських політичних ув'язнених в концтабір Аушвіц. Отримав в Аушвіці номер 11780. Протягом трьох місяців працював у слюсарної команді. У таборі взяв участь 2 липня 1941 року в футбольному матчі між польськими і німецькими в'язнями, в якому забив два м'ячі.
3 липня 1941 року 80 польських політичних в'язнів, членів осередків ZWZ, були розстріляні на території бійні біля Theatergebäude. У цей день були страчені Антоній Лико, гравці команди «Краковія» Вітольд і Мечислав Зелінський, а також представники інтелігенції, офіцери, лікарі, чиновники, інженери, студенти. Наказ про знищення в'язнів був виданий відділенням Поліції Безпеки краківського округу. В'язні були засуджені до смерті за «протидію державній владі» (нім. Erschiessung wegen Widerstand gegen die Staaatsgewalt). На екзекуції були присутні багато офіцерів СС з сім'ями. Керівником розстрілу був гауптштурмфюрер СС Карл Фрич. За спогадами колишнього в'язня Аушвіца Чеслава Совула, під час розстрілу Лико був поранений і намагався піднятися, але був убитий одним з есесівців пострілом з пістолета в голову. Цим есесівцем був або сам Фрич, або його заступник, унтерштурмфюрер Фрідріх Зейдлер. На подібні обставини загибелі Лико вказує й краківський історик Адам Цира.
Тіло розстріляного футболіста було спалено в печі крематорію. Символічна могила знаходиться на Раковицькому цвинтарі в Кракові.

## Статистика

### Клубна
| 1930 | «Вісла» (Краків) | Ліга | 2  | 0 | 0 |
| 1931 | «Вісла» (Краків) | Ліга | 2  | 0 | 0 |
| 1932 | «Вісла» (Краків) | Ліга | 3  | 0 | 0 |
| 1933 | «Вісла» (Краків) | Ліга | 17 | 1 | 1 |
| 1934 | «Вісла» (Краків) | Ліга | 17 | 5 | 0 |
| 1935 | «Вісла» (Краків) | Ліга | 20 | 6 | 0 |
| 1936 | «Вісла» (Краків) | Ліга | 14 | 5 | 0 |
| 1937 | «Вісла» (Краків) | Ліга | 16 | 7 | 0 |
| 1938 | «Вісла» (Краків) | Ліга | 18 | 6 | 0 |

### У збірній
| Матчі й голи футболіста за збірну країни | Матчі й голи футболіста за збірну країни | Матчі й голи футболіста за збірну країни | Матчі й голи футболіста за збірну країни | Матчі й голи футболіста за збірну країни | Матчі й голи футболіста за збірну країни | Матчі й голи футболіста за збірну країни |
| №                                        | Дата                                     | Місце проведення                         | Суперник                                 | Рахунок                                  | Голи                                     | Змагання                                 |
| ---------------------------------------- | ---------------------------------------- | ---------------------------------------- | ---------------------------------------- | ---------------------------------------- | ---------------------------------------- | ---------------------------------------- |
| 1                                        | 10 жовтня 1937                           | Катовиці                                 | Латвія                                   | 2:1                                      | —                                        | Товариський матч                         |
| 2                                        | 25 вересня 1938                          | Рига                                     | Латвія                                   | 1:2                                      | —                                        | Товариський матч                         |

Разом: 2 матчі/0 голів; 1 перемога, 1 поразка.

## Досягнення
- Перша ліга Польщі
  -  Срібний призер (3): 1930, 1931, 1936
  -  Бронзовий призер (3): 1933, 1934, 1938